# Luke Harangody
Lucas Cameron « Luke » Harangody, né le 2 janvier 1988 à Decatur dans l'Illinois est un joueur américain de basket-ball. Il évolue au poste d'ailier fort.
Il joue quatre saisons au niveau universitaire pour le Fighting Irish de Notre Dame puis est sélectionné en 52e position par les Celtics de Boston lors de la draft 2010 de la NBA. Il signe un contrat de deux ans le 10 aout 2010 et commence sa carrière NBA le 2 novembre 2010 contre les Pistons de Détroit. Le 24 février 2011, il est envoyé aux Cavaliers de Cleveland avec Semih Erden contre un second tour de draft 2013.